# Андреевский (Омская область)
Андреевский — посёлок в Омском районе Омской области России. Входит в состав Андреевского сельского поселения.

## География
Населённый пункт находится на юге центральной части Омской области, в лесостепной зоне, в пределах Барабинской низменности, на расстоянии примерно 10 километров (по прямой) к северо-востоку от посёлка Ростовка, административного центра района. Абсолютная высота — 111 метров над уровнем моря.

### Часовой пояс
Посёлок Андреевский, как и вся Омская область, находится в часовой зоне МСК+3. Смещение применяемого времени относительно UTC составляет +6:00.

## Население
| 2006 | 2010 |
| ---- | ---- |
| 649  | ↘587 |

Гендерный состав
По данным Всероссийской переписи населения 2010 года в гендерной структуре населения мужчины составляли 24,2 %, женщины — соответственно 75,8 %.
Национальный состав
Согласно результатам переписи 2002 года, в национальной структуре населения русские составляли 89 % из 597 чел.

## Улицы
Уличная сеть посёлка состоит из семи улиц.